# Каменушка (Пожарский район)
В Уссурийском городском округе Приморского края тоже есть село Каменушка
Камену́шка — село в Пожарском районе Приморского края. Входит в состав Губеровского сельского поселения.

## География
Село Каменушка расположено на Транссибе, дорога к селу идёт на юг от села Новостройка.
Расстояние до административного центра посёлка Лучегорск (через Новостройку и Губерово) около 48 км.
От Каменушки на юг вдоль железной дороги идёт дорога к станции Чалданка.

## Население
| 2002 | 2005 | 2010 |
| ---- | ---- | ---- |
| 7    | ↘6   | ↘0   |

## Экономика
Сельскохозяйственные предприятия Пожарского района.